# Roam Like at Home
Roam Like At Home (forkortes RLAH) er et program som indfases i hele EØS og blev besluttet i slutningen af 2015, som fungerer som en af de rækker reguleringer, som EU har arbejdet på siden 2005, og skal således nedsætte forbrugernes roaming-omkostninger. Princippet bag RLAH er, at slutkunden skal takseres på samme måde i EU, som slutkunden bliver nationalt.
RLAH føres gennem to faser:
1. Transitionsfasen (30. april 2016 til 14. juli 2017)
2. Fuld indfasning (den endelige RLAH-model; fra 14. juli 2017)

Den fulde indfasning vil vare fem år, hvor omkostningerne gradvist vil blive reduceret: "€7,7 pr. GB fra 15. juni 2017 til €6 per GB (fra 1. januar 2018), €4,5 pr. GB (fra 1 januar 2019), €3,5 pr. GB (fra 1. januar 2020), €3 per GB (fra 1. januar januar 2021) og €2,5 pr. GB (fra 1. januar januar 2022)".